# Spálené Poříčí
Spálené Poříčí é uma cidade checa localizada na região de Plzeň, distrito de Plzeň-jih   na Republica Checa.